# 99906 Уофалберта
99906 Уофалберта (99906 Uofalberta) — астероїд головного поясу, відкритий 17 серпня 2002 року.
Тіссеранів параметр щодо Юпітера — 3,152.
Названо на честь Альбертського університету (англ. The University of Alberta (UofA)) — провінційного громадського науково-дослідницького університету, розташованого в Едмонтоні, Альберта, Канада.